# Tasso (araldica)
In araldica il tasso compare quasi esclusivamente come arma parlante
In certi casi è usato come contrassegno dell'appartenenza alla fazione ghibellina. Può essere usato per indicare «un ricco tormentato da crudele ambizione», oppure «la quiete di un animo sfaccendato».

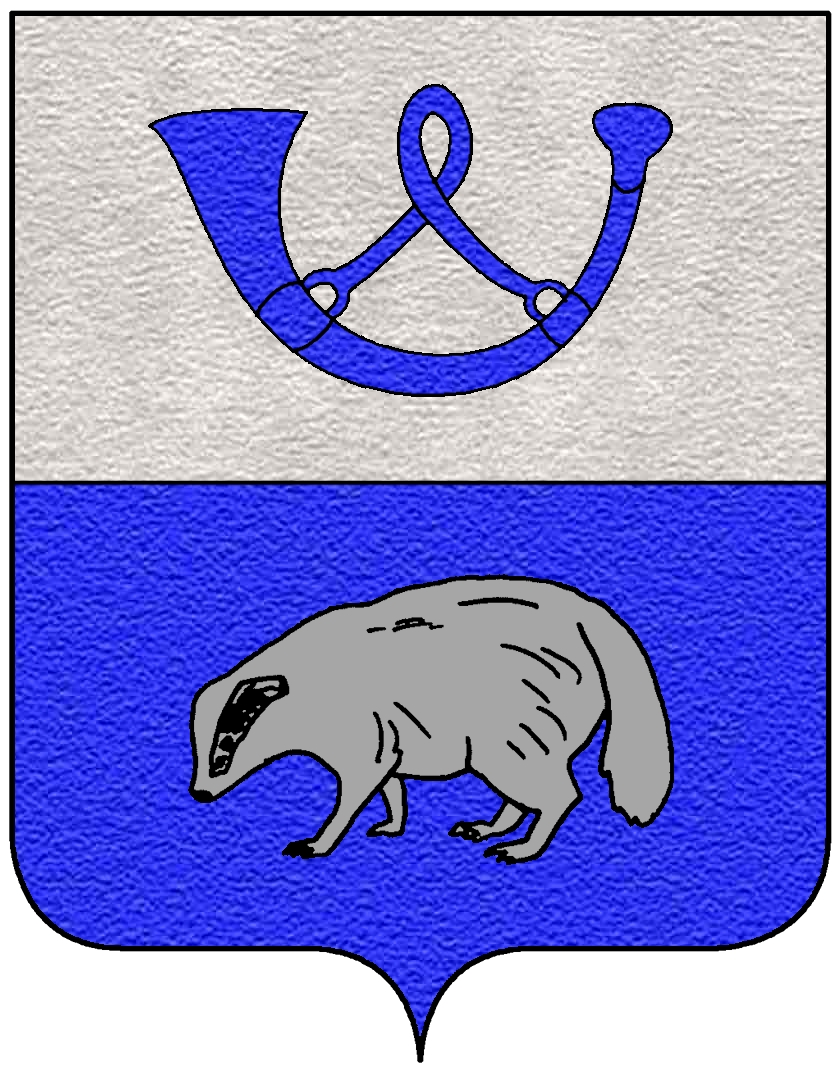
Stemma della famiglia Tasso di Cornello
Di verde, al tasso passante al naturale, unghiato d'oro, accompagnato da tre crocette patenti dello stesso dal gambo aguzzo (Luhanka, Finlandia)
Di rosso, a due ceri d'argento, accesi d'oro, posti in decusse, al tasso passante dello stesso attraversante sul tutto (Tagsdorf, Francia)
Tasso fermo d'argento (Alfarnatejo, Spagna)